# Яфет, Гидеон
Гидеон Яфет (Ефет) (ивр. גדעון יפת‎; 28 июля 1928, Иерусалим, Подмандатная Палестина, Палестина, Великобритания — 19 марта 2013, Иерусалим, Иерусалимский округ, Израиль) — израильский адвокат, меценат и популяризатор шахмат.

## Биография
Родился и вырос в Иерусалиме. Его родителями были Роза Браз и Хаим Яфет, которые были среди основателей социального обеспечения в Израиле и помощников депутата Генриетты Сольд. Он был страстным поклонником шахмат и спортивных состязаний. После окончания гимназии «Рехавия», первой современной еврейской средней школы в Иерусалиме, служил нотариусом в Кфар-Сольде, защищая еврейское население в Галилее. Являлся активным членом «Хаганы», был арестован английскими оккупационными властями и заключён в тюрьму. Освобождён только после создания Государства Израиль. Сражался в битве за Иерусалим в батальоне «Мория» бригады «Эциони», участвовал в сопровождении конвоев в Иерусалим и командовал миномётным экипажем. После войны изучал юриспруденцию в Сорбонне в Париже и создал адвокатскую контору в Иерусалиме, которая действовала и процветала более пятидесяти лет. Он также был первым еврейским адвокатом, который представлял арабскую общину в Восточном Иерусалиме и на Западном берегу после Шестидневной войны.
На протяжении многих лет он принимал участие в марафонах и полумарафонах, и даже в возрасте 80 лет он участвовал в ветеранской гонке на 10 километров. Оказался единственным игроком, который добился ничьей в одновременной шахматной игре в Иерусалиме против гроссмейстера Александра Григорьевича Хузмана, к которому он был приглашен как старейший игрок.

## Память
Шахматы были главными среди его увлечений, и любовь к шахматам, которая длилась более семидесяти лет, была передана им с преданностью своим детям и внукам. В его честь с 2014 ежегодно проводится шахматный мемориал Гидеона Яфета в Иерусалиме. В 2018 в турнире победил Ян Александрович Непомнящий.